# Lipovany
Lipovany – wieś (obec) na Słowacji położona w kraju bańskobystrzyckim, w powiecie Łuczeniec. Pierwsze wzmianki o miejscowości pochodzą z roku 1238. 
Według danych z dnia 31 grudnia 2012, wieś zamieszkiwało 259 osób, w tym 133 kobiety i 126 mężczyzn.
W 2001 roku pod względem narodowości i przynależności etnicznej 98,99% mieszkańców stanowili Słowacy, a 1,01% Czesi.
Ze względu na wyznawaną religię struktura mieszkańców kształtowała się w 2001 roku następująco:
- Katolicy rzymscy – 93,58%
- Grekokatolicy – 0,34%
- Ewangelicy – 3,72%
- Ateiści – 2,36%